# Berry Hill (Gloucestershire)
Berry Hill – wieś w Anglii, w hrabstwie Gloucestershire, w dystrykcie Forest of Dean. Leży 27 km na zachód od miasta Gloucester i 176 km na zachód od Londynu.